# Едіт Еліс Мюллер
Едіт Еліс Мюллер (англ. Edith Alice Müller; 5 лютого 1918, Мадрид — 24 липня 1995) — швейцарська вчена-математик і астроном.

## Біографія
Едіт Еліс Мюллер народилася 5 лютого 1918 року в Мадриді. Згодом навчалася в німецькій школі в Мадриді, а потім — в ETH Zurich. Захистила кандидатську дисертацію з математики в 1943 році в Цюріхському університеті за темою «Застосування теорії груп і структурного аналізу до мавританських прикрас Альгамбра в Гранаді». Це була ключова частина літератури в дослідженні ісламського дизайну, в той час, коли багато західних істориків припускали, що ісламський дизайн не має основ у науці й був простим ремеслом. До 80-х років її дослідження не приймались у мистецтвознавчій літературі.
Вона займала дослідницькі посади в астрономічних обсерваторіях в Цюриху (1946—1951), Мічиганському університеті (1952—1954 і 1955—1962) і Базелі (1954—1955), перш ніж стати доцентом в Університеті Невшателя в 1962 році. У 1972 році вона переїхала до Женевського університету як професор. Вона брала участь у вивченні фізики сонця і була першою жінкою, призначеною на посаду генерального секретаря Міжнародної астрономічної спілки.